# 尖石鄉
尖石鄉（泰雅語：Nahuy；臺灣客家語海陸腔：ziamˋ shag˙ hiongˋ）位於臺灣新竹縣東南端，新竹縣的山地鄉之一，面積約527.5795平方公里，為新竹縣面積最大的行政區。境內海拔高度約為200至2000公尺，有數座海拔1,500至3,000公尺高山林立。主要居民為臺灣原住民族（泰雅族）及客家人。

## 歷史沿革

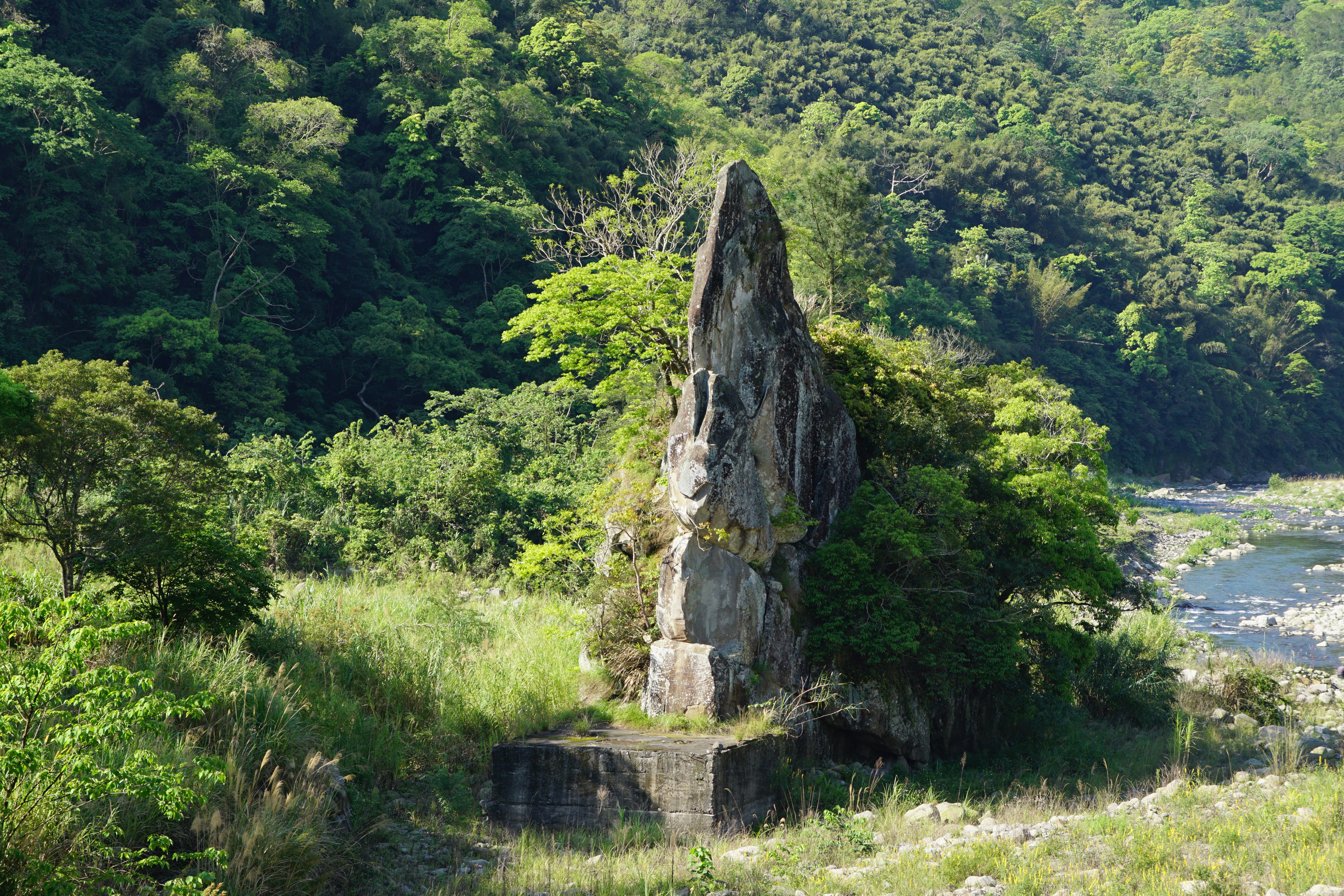
那羅、嘉樂兩溪匯流處的尖石岩

尖石鄉的地名由來，係因境內的那羅溪、嘉樂溪匯流處一塊聳立如尖筍的巨石，故名。
日治初期為五指山撫墾署管理，1920年十月一日，日本臺灣總督府的地方行政區劃，改設州制，今日尖石鄉地區在當時隸屬新竹州管轄，屬於竹東郡直轄的蕃地之東北部地區，境內各部落，當時都歸竹東郡警察課統管，僅今日的玉峰村部分地區則為大溪郡所轄。1927年（昭和二年）大溪郡蕃地的「控溪社」、「泰亞崗社」與「田埔社」改編入竹東郡蕃地。1929年（昭和四年)大溪郡蕃地的「Malikoan社」改編入竹東郡蕃地。
1945年二戰後由新竹接管委員會接管，並調整行政區將原大溪郡所轄「巴托蘭社」、「台亞夫社」、「石磊社」、「馬里光社」、「宇老社」、「馬美社」併入竹東區山地鄉。1946年3月1日設鄉，並改制為新竹縣竹東區小尖鄉，同年7月原小尖鄉改稱為尖石鄉，民國 38 年（1949）則又與角板鄉（今桃園市復興區）、五峰鄉、大安鄉（今苗栗縣泰安鄉）劃成新竹縣新峰區，至民國 39 年（1950）改制為新竹縣尖石鄉，至今沿用。

## 地理

### 位置
尖石鄉北接關西鎮，東北鄰桃園市復興區，東鄰宜蘭縣大同鄉，南接苗栗縣泰安鄉、台中市和平區，西鄰五峰鄉、橫山鄉。
尖石鄉與桃園市、臺中市相鄰，是全國唯二同時與兩個直轄市相鄰的鄉、鎮、縣轄市（另一為嘉義縣大埔鄉）。

### 地形
因山脈、位置分成前山、後山兩大區域，前山與後山的界線沿著李棟山、宇老觀景台、魯壁山、霞山等山稜連線。
前山地區
前山包含新樂、嘉樂、錦屏、義興及梅花五村落，本區屬於西部衝上斷層山地(加里山山脈)一部分，平均海拔高度均800公尺以上，山脈主要呈現東北西南走向 。區內有許多海拔高於1000公尺的山峰分別為:
- 八五山 (1783m)
- 鳥嘴山 (1749m)
- 大岡山 (1524m)
- 烏來山 (1493m)
- 向天湖山 (1146m)
- 尖石山 (1127m)
- 高臺山 (1509m)

後山地區
後山有玉峰及秀巒二村落，乃泰雅族的原鄉；本區屬於台灣五大山脈(雪山山脈)一部分，平均海拔高度均1800公尺以上，山脈主要呈現東北西南走向 。區內有許多海拔高於1900公尺的山峰分別為:
- 李棟山 (1913m,竹桃界山)
- 霞山 (2167m,五峰尖石界山)
- 霞喀羅大山，又名石鹿大山 (2234m,五峰尖石界山)
- 佐藤山 (2332m,五峰尖石界山)
- 檜山 (2512m,五峰尖石界山)
- 基那吉山，又名金孩兒山 (2573m)
- 馬瑙山 (2580m,竹宜界山)
- 玉峰山 (2283m,竹桃界山)
- 邊吉岩山 (2824m,竹宜界山)
- 雪臼山 (2444m,竹桃界山)
- 喀拉業山 (3132m,竹中界山)
- 池有山(3302m,竹中界山)
- 桃山 (3324m,竹中界山)
- 品田山 (3524m,竹中界山)
- 結城山 (2475m,竹苗界山)
- 境界山 (2910m,竹苗界山)
- 伊澤山，又名江澤山 (3297m,竹苗界山)
- 大霸尖山 (3492m,竹苗界山)

### 水文
前山地區
本區有嘉樂溪(油羅溪上游)、那羅溪、錦屏溪，均為頭前溪上游重要支流，其水系均屬頭前溪流域，主要供應當地農業灌溉用水。
後山地區
本區有塔克金溪(泰崗溪)及薩克亞金溪(白石溪)。塔克金溪為淡水河水系最遠之源流，並且是大漢溪流域的上游，其源於品田山北側；薩克亞金溪源於大霸尖山北側，與塔克金溪流至秀巒河口匯流為馬里闊丸溪(玉峰溪)，乃苦花與石斑魚的故鄉。

### 台灣百岳
位於尖石鄉的百岳有品田山、大霸尖山、桃山、池有山、伊澤山及喀拉業山。

### 人口
根據新竹縣尖石鄉戶政事務所統計，2024年底尖石鄉戶數約3千戶，人口約9.5千人，人口密度每平方公里約18人，是新竹縣人口密度最低的行政區。鄉內人口最多與最少的村分別是秀巒村與義興村，2024年底兩村人口分別為2,372人與699人。

## 政治

### 歷任首長
| 屆次  | 姓名   | 任期                          | 黨籍       | 備註 |
| ----- | ------ | ----------------------------- | ---------- | ---- |
| 1-2   | 張福田 | 1951年7月1日－1956年6月30日   |            |      |
| 3     | 朱新喜 | 1956年7月1日－1960年1月4日    |            |      |
| 4-5   | 高堂山 | 1960年1月5日－1968年2月28日   |            |      |
| 6     | 曾金樟 | 1968年3月1日－1973年3月31日   |            |      |
| 7-8   | 江順標 | 1973年4月1日－1982年2月28日   |            |      |
| 9-10  | 高天來 | 1982年3月1日－1990年2月28日   | 中國國民黨 |      |
| 11    | 葉家春 | 1990年3月1日－1994年2月28日   |            |      |
| 12    | 江瑞乾 | 1994年3月1日－1998年2月28日   | 中國國民黨 |      |
| 13    | 曾効忠 | 1998年3月1日－2002年2月28日   | 無黨籍     |      |
| 14    | 雲天寶 | 2002年3月1日－2006年2月28日   | 中國國民黨 |      |
| 15    | 曾効忠 | 2006年3月1日－2010年2月28日   | 中國國民黨 |      |
| 16-17 | 雲天寶 | 2010年3月1日－2018年12月24日  | 中國國民黨 |      |
| 18-19 | 曾國大 | 2018年12月25日-2026年12月24日 | 中國國民黨 | 現任 |

### 鄉政組織

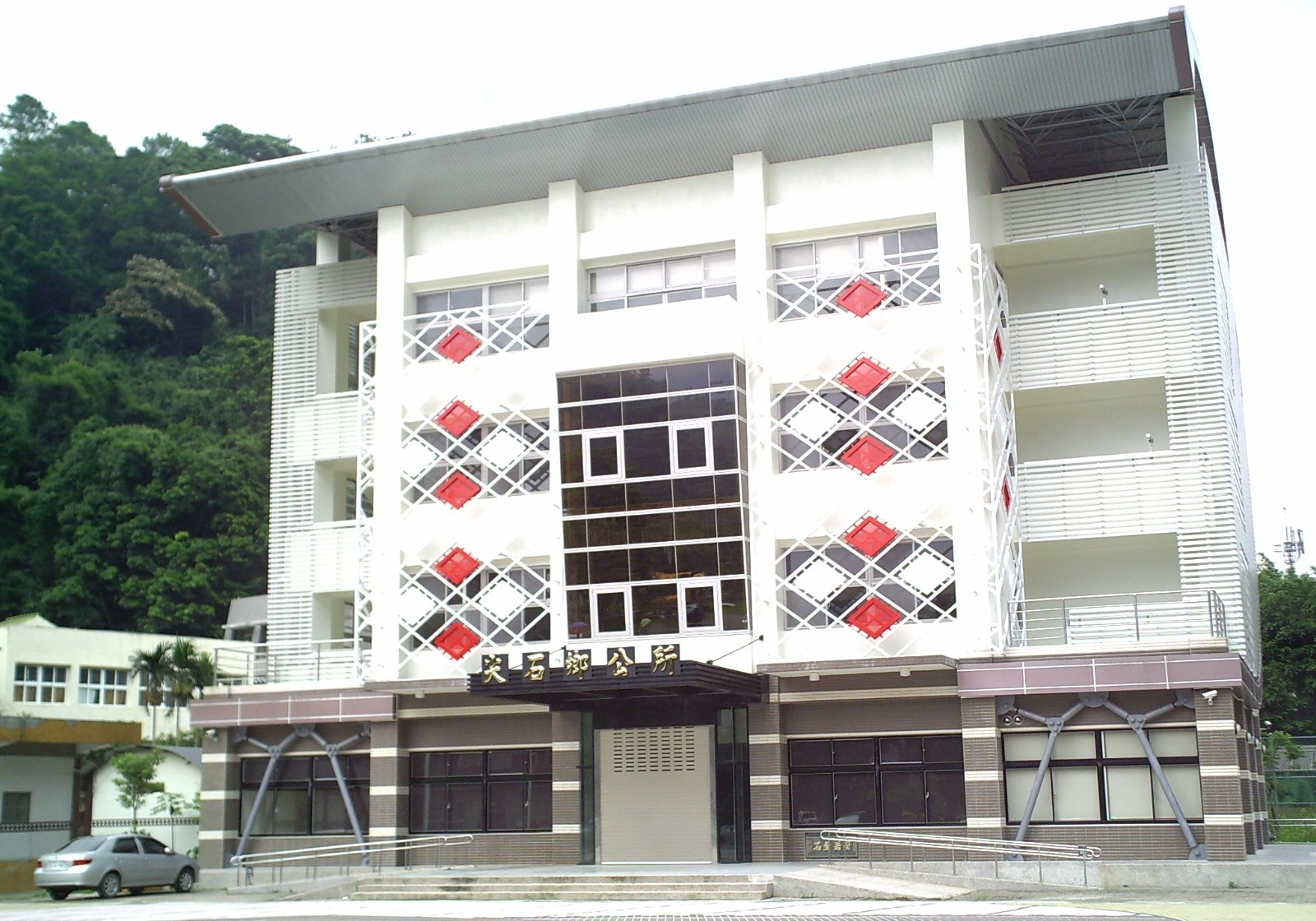
尖石鄉公所

尖石鄉公所是尖石鄉最高層級的地方行政機關，在中華民國政府架構中為鄉自治的行政機關，同時負責執行縣政府及中央機關委辦事項，尖石鄉的自治監督機關為新竹縣政府。鄉長由全體鄉民直接選舉產生，任期為四年，可連選連任一次。尖石鄉公所並置鄉政會議，為鄉政最高決策機構，在鄉長之下，設有5課2室等7個內部單位及1個附屬機關。
尖石鄉民代表會是尖石鄉的最高民意機關，代表尖石鄉全體鄉民立法和監察鄉政。鄉民代表由公民直選選出，任期為四年，可連選連任。尖石鄉民代表會共有7位鄉民代表，分別為第一選區2席鄉民代表、第二選區2席鄉民代表、第三選區3席鄉民代表，主席、副主席由7位鄉民代表互選產生。

### 行政區
| \| 尖石鄉行政區劃 \| \| 義興村 嘉樂村 新 樂 村 錦屏村 梅花村 秀 巒 村 玉峰村 \| | 以下列出的「村」屬於行政區劃，因此村內可能有數個部落。括號內皆為泰雅語或日語名稱。 - 義興村（位於油羅溪南岸）： - 義興部落（Mkzihing，爺亨） - 馬胎部落（Mkmatuy） - 嘉樂村（位於油羅溪上游）： - 拿互伊部落(Mknahuy) - 麥樹仁部落（Mksuzing，尖石） - 卡拉排部落（Mklapay，嘉樂） - 新樂村（位於油羅溪源頭）： - 鳥嘴部落(Cyocuy ) - 合流部落(Gowryu) - 武漢部落(Qalang-Qwayux) - 福祿灣部落(Pololan) - 水田部落（Mkslaq，西拉庫） - 拉號部落（Rahaw） - 煤源部落（Qramay） - 錦屏村（位於那羅溪流域）： - 竹圍部落（Tentana，天打那） - 吹上部落(Paqiy) - 小錦屏部落(Yutak) - 比麟部落（Pirin） - 那羅部落（Naro） - 梅花村（位於錦屏溪流域）： - 梅花部落（Mekarang，梅嘎浪） - 秀巒村（位於馬里闊丸溪上游）： - 李埔部落（Libu） - 田埔部落（Tbahu） - 秀巒部落（Tunan，控溪） - 錦路部落（Kinlwan） - 養老部落（Yuluw） - 泰崗部落（Thyakan，塔克金） - 新光部落（Cinsbu，鎮西堡、斯馬庫斯） - 司馬庫斯部落（Smangus） - 玉峰村（位於馬里闊丸溪中游）： - 泰平部落（Batul，巴托蘭） - 馬美部落（Mami） - 玉峰部落（Llyung，馬里光） - 石磊部落（Quri） - 抬耀部落（Tayax，台亞夫） - 宇老部落(Uraw) - 李埔部落(Libu) - 烏來部落(Ulay) - 平論文部落(Plmwan) - 帛納外部落(Ponaway ) |
| 尖石鄉行政區劃                                                                  | |
| 義興村 嘉樂村 新 樂 村 錦屏村 梅花村 秀 巒 村 玉峰村                            | |

## 經濟
尖石鄉位處山岳地帶且幅員遼闊，主要以農業及觀光業為主，其高山農業更是蓬勃發展；水蜜桃為新竹縣第一大產區，栽培面積占全新竹縣63%，主要生產地以秀巒村及玉峰村為主，當地海拔均超過1200m以上，其中以泰崗部落的氣候最適合水蜜桃生長，生產季在每年5月-7月。柿子為新竹縣第二大產區，栽培面積占全新竹縣25%，主要生產地以梅花村、義興村及新樂村為主，生產季在每年10-12月。而茶葉的栽培面積占全新竹縣10%，主要產地以秀巒村為主而金盞花種植面積約3公頃，於每年11-12月休耕時種植，其花季在每年為2-4月，主要種植於被稱作「黃金香草部落」的那羅部落。
農業
- 桂竹筍
- 水蜜桃
  - 依收成時間:5月桃、7月桃

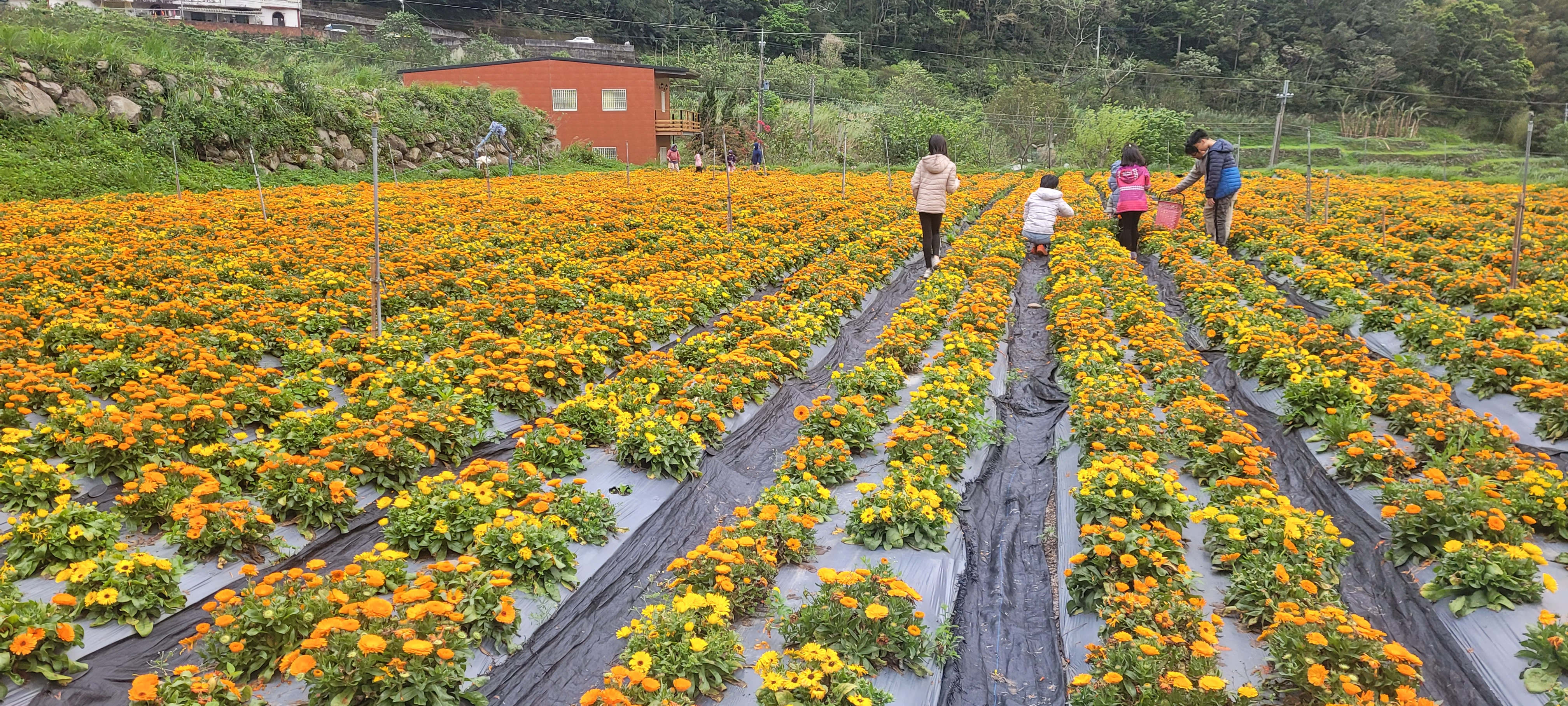
那羅休閒農業區 金盞花海

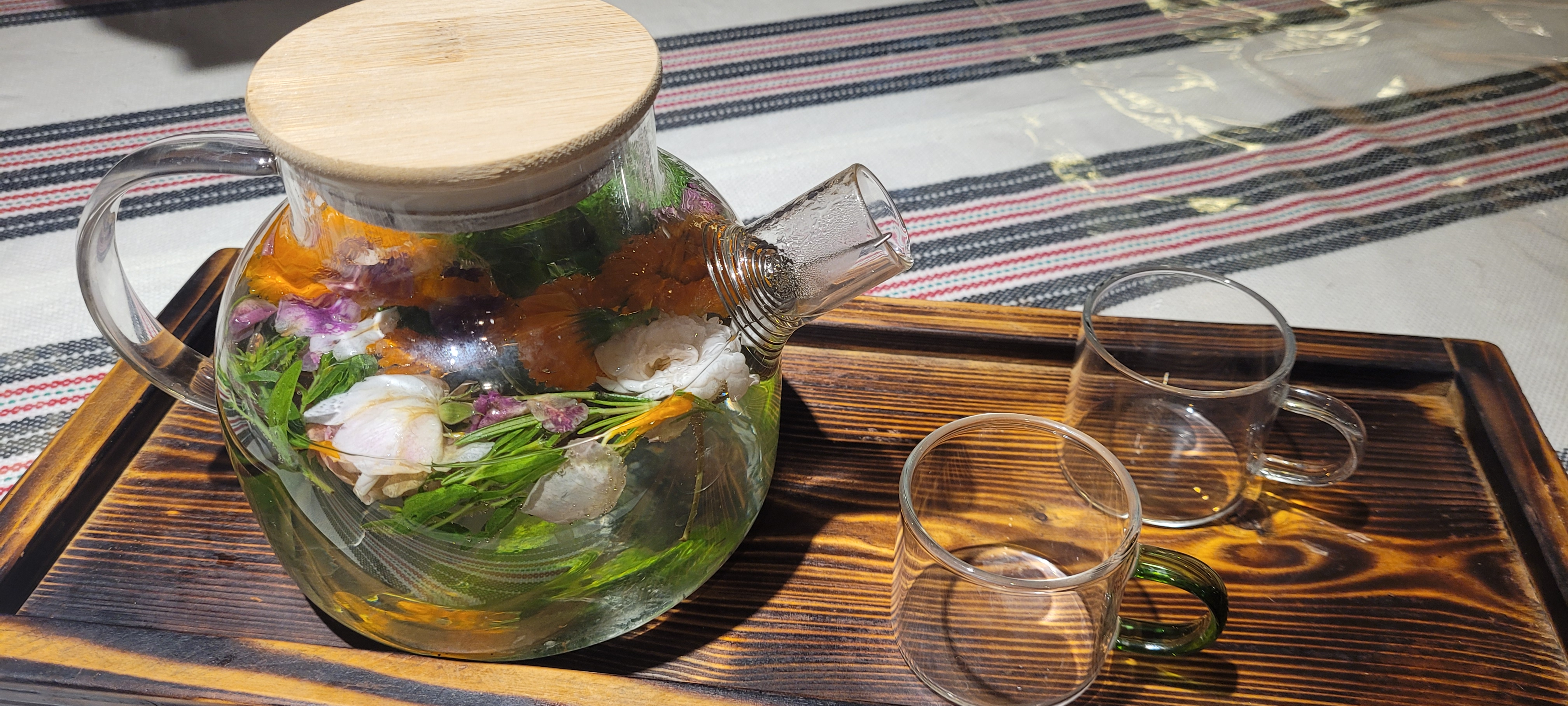
尖石鄉那羅部落 金盞花草茶

  - 依栽培品種:白鳳桃、大久保、中津白桃、上海蜜、黃金桃
- 水梨
- 甜柿
- 高冷蔬菜
- 椴木香菇
- 山藥
- 雪蓮
- 鱒魚、香魚等養殖漁業

- 高山茶
- 竹炭加工產品
- 金盞花（那羅部落）

## 教育

### 國民中學
- 新竹縣立尖石國民中學 （页面存档备份，存于）

### 國民小學
- 新竹縣尖石鄉尖石國民小學 （页面存档备份，存于）
- 新竹縣尖石鄉秀巒國民小學 田埔分校
- 新竹縣尖石鄉秀巒國民小學 （页面存档备份，存于）
- 新竹縣尖石鄉新光國民小學 （页面存档备份，存于）
- 新竹縣尖石鄉嘉興國民小學 （页面存档备份，存于）
- 新竹縣尖石鄉嘉興國民小學 義興分校 （页面存档备份，存于）
- 新竹縣尖石鄉錦屏國民小學 （页面存档备份，存于）
- 新竹縣尖石鄉玉峰國民小學 （页面存档备份，存于）
- 新竹縣尖石鄉石磊國民小學 （页面存档备份，存于）
- 新竹縣尖石鄉梅花國民小學 （页面存档备份，存于）
- 新竹縣尖石鄉新樂國民小學 （页面存档备份，存于）

## 交通
縣道
- 縣道120號：橫山鄉－尖石鄉

鄉道
- 竹58線：新樂－水田(水田道路)
- 竹59線:義興－馬胎(馬胎古道)
- 竹60線:尖石－新光(錦屏道路)
- 竹60-1線:下宇老－泰平(玉峰道路)
- 竹61線:天打那-梅花國小
- 竹62線:五峰大橋-錦屏大橋(梅花道路)

公車客運
- 新竹客運
  - 【5625】竹東－下公館－橫山－香園窩口－九讚頭－十分寮－內灣－尖石－梅花－那羅
  - 【5631】竹東－下店子－香園窩口－九讚頭－十分寮－內灣－尖石－水田－煤源－八五山
- 科技之星
  - 快捷6號支線: 竹東火車站－尖石鄉公所
- 尖石鄉公所
  - 公路公共運輸幸福巴士(DRTS（英语：Demand-responsive transport）):內灣火車站-120縣道-竹60鄉道-竹62鄉道環狀聯絡道[14]

## 旅遊

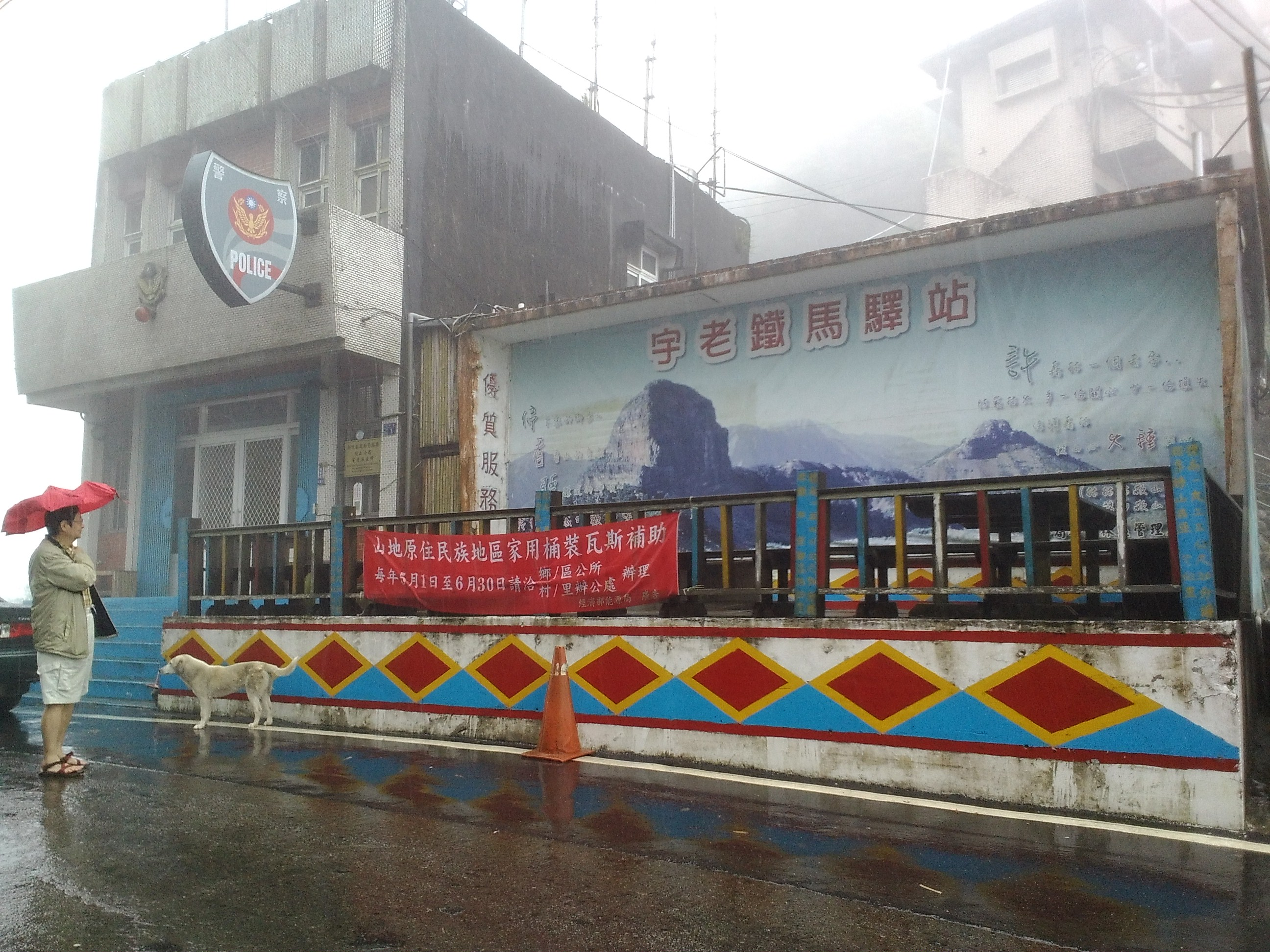
宇老派出所（玉峰村）
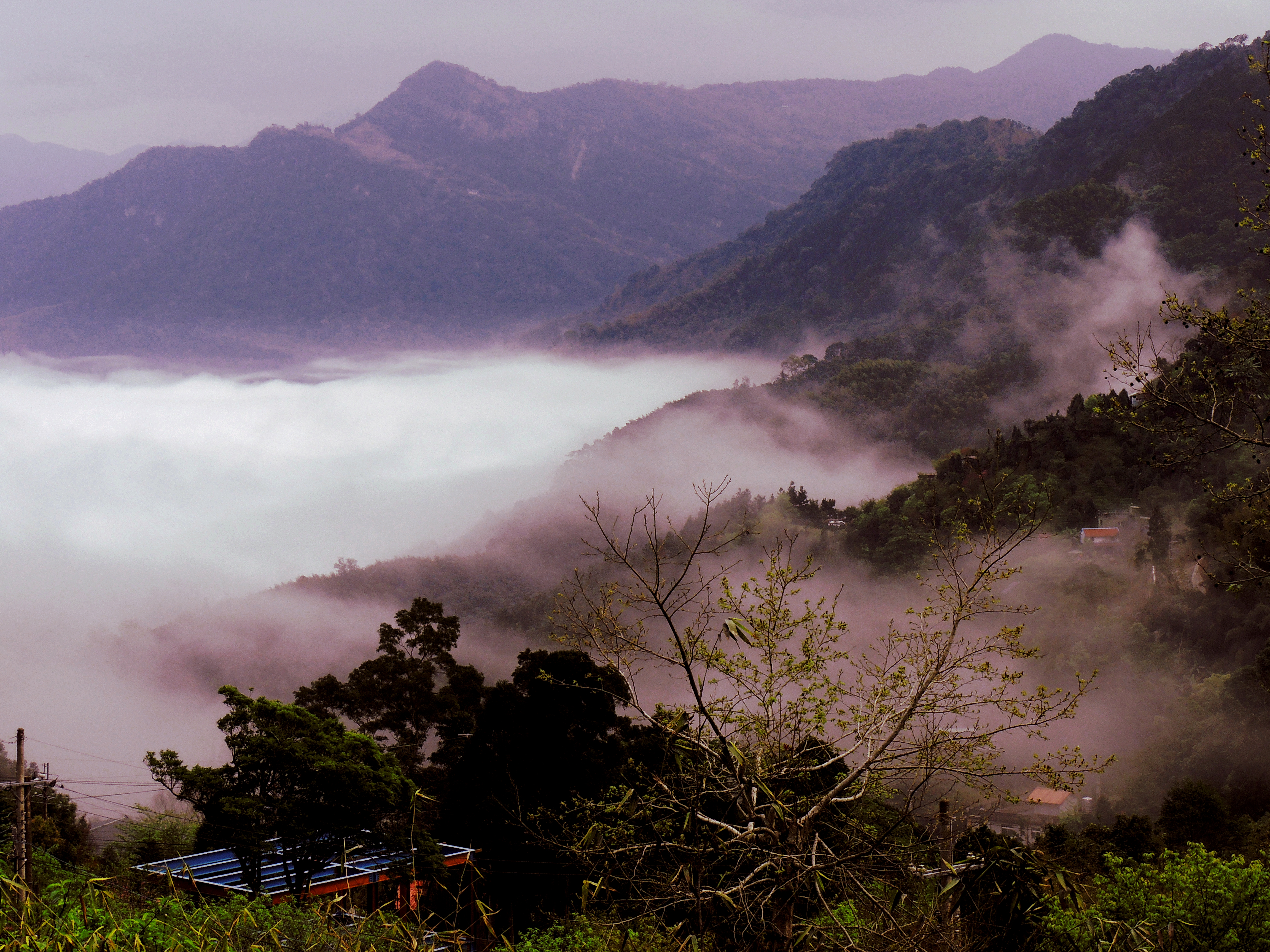
義興村
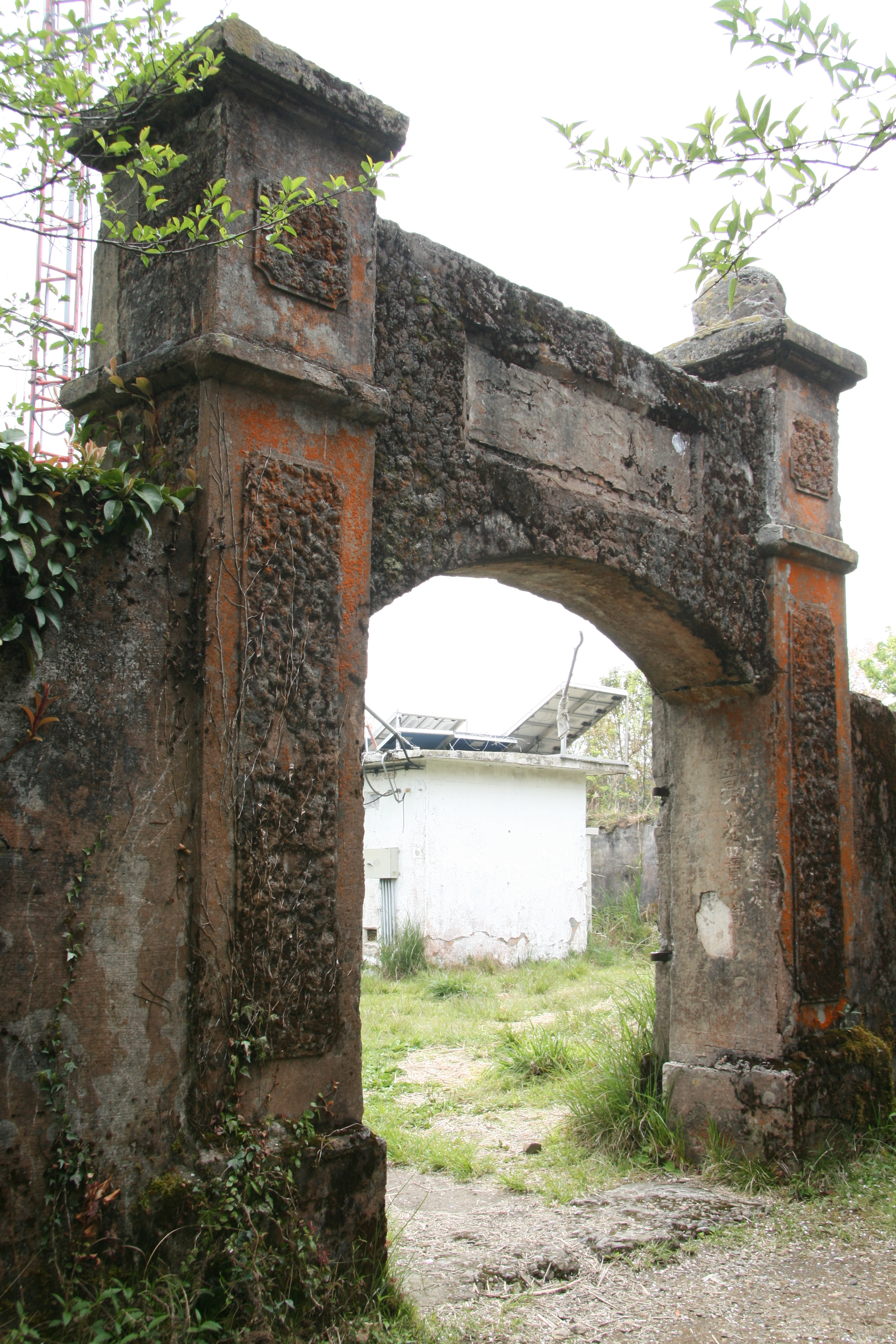
李棟山古堡

- 尖石岩
- 尖石爺廟
- 雪霸國家公園
- 司馬庫斯
- 鎮西堡神木群
- 鐵嶺遊樂區
- 鎮西堡、新光部落
- 錦屏溫泉
- 秀巒溫泉
- 天然谷休閒農場
- 青蛙石
- 那羅灣休閒農業區
- 鴛鴦湖自然生態保育區
- 李棟山古堡
- 山清休閒農園

- 宇老派出所（玉峰村）
- 義興村
- 李棟山古堡

## 重大事件

### 霞喀羅事件
自1913年（大正2年）總督佐久間左馬太親自率軍剿討泰雅族基那吉群為始，至1926年（大正15年）埋石之盟為止，長達13年的原住民族武裝抗日活動。

### 李崠山事件
於日治時期1910年到1913年， 共有三次隘勇線前進戰役李崠山事件，當時臺灣總督佐久間左馬太更親自坐鎮兩個月督戰。 李崠山位居當時原住民族勢力範圍， 宜蘭、臺北、桃園、新竹的中心地帶， 泰雅族稱之為Tapong，蕨類之意， 其最高點稱為Rubi，為草地或苔蘚類， 意指植被茂盛人跡罕至之意， 乃大漢溪中上游與油羅溪流域的分水嶺。  李崠山地區乃泰雅族之傳統領域， 日治時期的內灣馬里闊丸社、卡澳灣社、後山馬里闊丸社及基那吉社等四大族群。 在臺灣總督府的施政中， 李崠山在交通、殖產政策與統治上，都位居中心地位。

### 鎮西堡護林行動
鎮西堡後山有一處神秘的原始檜木林，估計森林中至少存在著超過兩百棵紅檜、扁柏巨木，當中有五分之一，都足以躋身林務局所宣稱的臺灣十大神木之列。 早年林務局禁止泰雅族人進入其傳統領域土地使用，致使林務局人員與新光、鎮西堡的原住民糾紛不斷。 1986年在砍伐五峰鄉的林木殆盡， 林務局準備著手秀巒村的森林砍伐， 前進到新光部落時，便遭到鎮西堡與新光兩部落居民激烈抗爭而被迫中止。原住民傳統意識與部落財產觀念，加上對土地的權利優先於國家存在的主張，不惜與林務局發生衝突，終於保護鎮西堡鄰近的檜木森林而得以永存。 2014年鎮西堡檜木連續遭以挖洞方式盜伐，居民不滿政府無能護林，鎮西堡部落會議決議在主要林道上設柵門夜間封山，自力救濟護林。

## 名人
- 千百惠
- 雲力思
- 羅美玲 (歌手)
- 曾之喬
- 温嵐
- 林世偉

## 外部連結
- 尖石鄉公所 （页面存档备份，存于）
- YouTube上的尖石鄉民代表會頻道